# Casa Prades (la Sénia)
Casa Prades és una obra de la Sénia (Montsià) inclosa a l'Inventari del Patrimoni Arquitectònic de Catalunya.

## Descripció
Habitatge entre mitgeres que consta de planta, entresòl, un pis principal i golfes. És el tipus de construcció característic de darreries del segle xix - principis del XX. A la planta hi ha dues portes, la gran, amb muntants i llinda de pedra, accedeix a l'entrada, a la qual s'obre mitjançant finestra interior l'entresòl, que ocupa la meitat superior dreta d'aquesta, seguint el tipus de construcció tradicional; a aquest entresòl correspon el balcó de fusta visible a l'exterior. Al primer pis s'obren dos balcons, amb base de pedra i reixa treballada i a les golfes dos petits balcons ampitadors. Destaca el balcó de fusta de l'entresòl, amb treball de talla de formes geomètriques força senzill. La família dels propietaris de l'habitatge havien estat tradicionalment fusters.

## Història
La porta petita fou feta a principis de segle xix per poder entrar grans troncs a la serradora que encara es conserva a l'entrada, la "galesa" (una de les més grans del Montsià) se situa a l'esquerra i l'espai de treball és a la dreta, com també les màquines per fer-la funcionar. El balcó de fusta fou fet per Antoni Prades Bonet (mitjan segle XIX). La família Prades provenia de Rossell però el segle xix ja estaven establerts a la Sénia com a fusters.